# Rosinenbomber

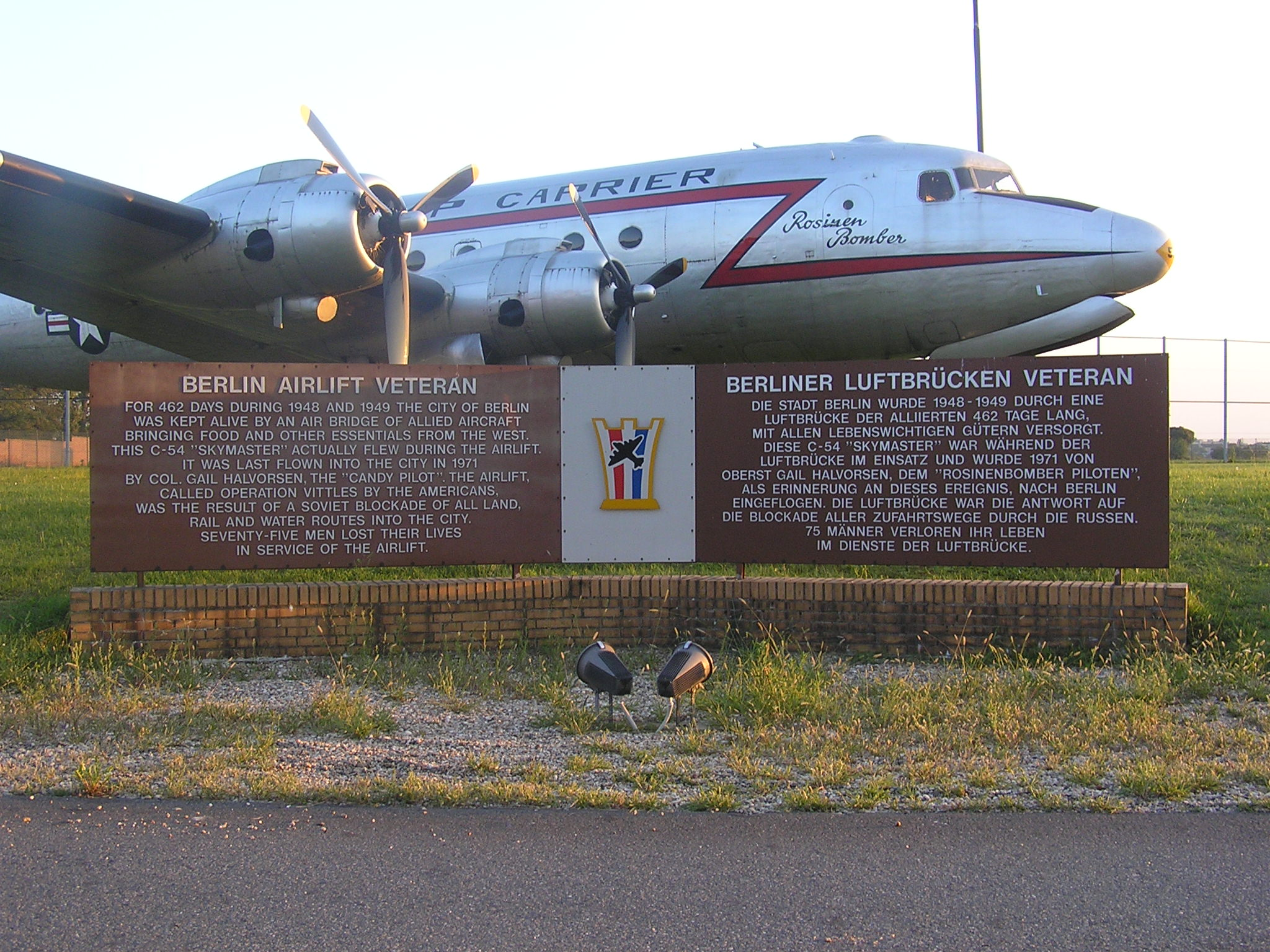
Un Rosinenbomber Douglas C-54 sur l'ancien aéroport de Tempelhof de Berlin, 2004.

Le Rosinenbomber (appelé aussi Candy bomber ou Raisin bomber) est le surnom commun des bombardiers ayant ravitaillé la partie occidentale de la ville lors du blocus de Berlin. Ces avions ont permis aux forces alliées de ravitailler Berlin-Ouest en provisions ou autres ressources vitales.  

## Histoire

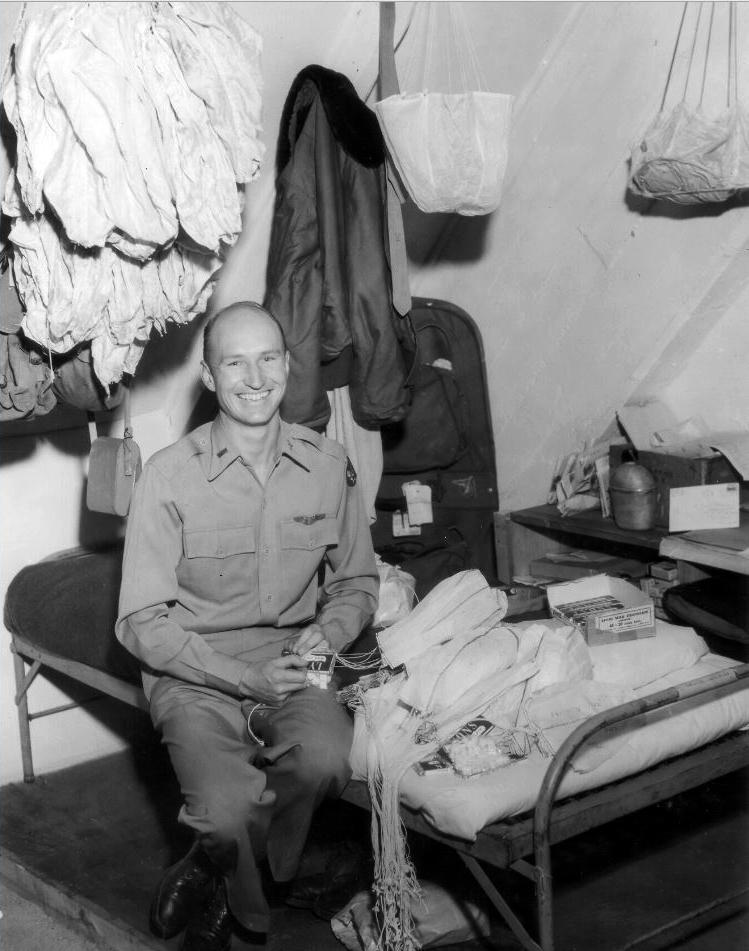
Gail Havorsen, pilote de Rosinenbomber

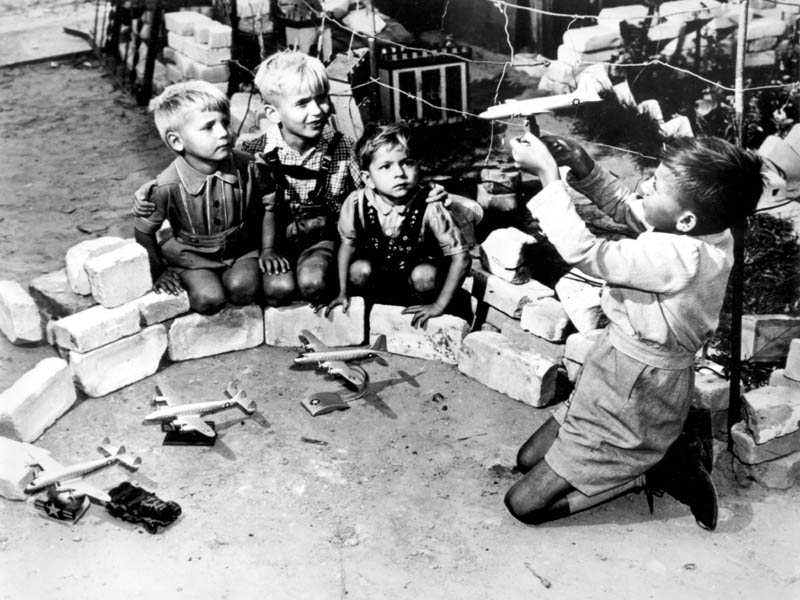
Des enfants de Berlin-Ouest jouent au pont aérien, 1948.

Le nom de « Rosinenbomber » provient des petits paquets que les Américains et Britanniques parachutaient avant l’atterrissage et la distribution générale des rations de survie en main propre. Ces paquets ont des petits parachutes bricolés et sont très attendus par les enfants pour les chocolats, les sucreries et les raisins secs mis à l'intérieur.
L'idée de larguer des sucreries vient du pilote Gail Halvorsen. Il a commencé par attacher à des tablettes de chocolats des petits mouchoirs qui faisaient office de parachutes, et qu'il lançait avant d'atterrir. Lorsque les médias ont appris cela, Halvorsen et ses camarades ont reçu une grande quantité de sucreries de la part des entreprises américaines de confiseries et ont reçu l'aide de nombreux civils volontaires soutenant tous cette action, appelée par la suite l'opération Little Vittles (le petit ravitaillement). 
Cette opération a amélioré les relations entre l'Allemagne et les États-Unis qui étaient ternies par les bombardements. Les Rosinenbomber jouent dès lors un rôle essentiel dans la propagande américaine de la guerre froide.
Lors du pont aérien, les rues adjacentes à l'aéroport de Berlin Tempelhof, construit pendant le blocus de Tegel, et menant à des zones urbaines densément peuplées, étaient bondées d'enfants qui se rassemblaient pour attendre le « Rosinenbomber ». 
Aujourd'hui le nom de « Rosinenbomber » est majoritairement employé pour qualifier différents types d'avions historiques ayant servi au cours du pont aérien. Les principaux sont le Douglas C-54 Skymaster à quatre moteurs et le Douglas C-47 Skytrain. Cependant un exemplaire du C-47 réhabilité en avion de tourisme a été très endommagé lors d'un accident, en atterrissant sur l'aéroport Schönefeld de Berlin en 2010. 7 passagers ont été blessés et l'avion est toujours en réparation. On peut encore voir un Douglas C-47 Skytrain au Musée allemand des techniques de Berlin et un Douglas C-54 Skymaster lors des expositions consacrées aux avions de la guerre froide aux États-Unis.